# Хайлвиг фон Липе (1200–1248)
Хайлвиг фон Липе (на немски: Heilwig von der Lippe, Heilwig of Schaumburg; * ок. 1200; † 1248/18 май 1250) от фамилията Липе, е чрез женитба графиня на Шауенбург и Холщайн.

## Произход
Тя е дъщеря на Херман II фон Липе († 1229) и съпругата му графиня Ода фон Текленбург (1180 – 1221), дъщеря на граф Симон фон Текленбург и на графиня Ода фон Берг-Алтена. Сестра е на Бернхард III (1194 – 1265), Симон I, епископ на Падерборн (1196 – 1277) и Ото II, епископ на Мюнстер (1247 – 1259). Племенница е на Герхард II, архиепископ на Бремен (1219 – 1258).

## Фамилия
Хайлвиг се омъжва около 1223 г. за граф Адолф IV фон Шауенбург-Холщайн (1205 – 1261). Двамата имат децата:
- Мехтхилд (Матилда) (* 1225, † 1288), омъжена I. 1237 за Абел, херцог на Шлезвиг, по-късно крал на Дания († 1252, Дом Естридсон); II. 1261 за Биргер Ярл, имперски управител на Швеция († 1266)
- Йохан I (* 1229, † 1263), женен 1250 за Елизабет. дъщеря на херцог Албрехт I от Саксония
- Герхард I (* 1232, † 1290), женен I. ок. 1250 за Елизабет († ок. 1280), дъщеря на Йохан I фон Мекленбург; II. ок. 1280 за Аделаида Монфератска († 1285)
- Лудолф († сл. 1239), монах

На 13 август 1239 г. нейният съпруг става францискански монах в основания от него манастир „Св. Мария“ в Кил. Хайлвиг става монахиня и отива в основания от нея на 24 февруари 1246 г. манастир в Харвещехуде, Хамбург. Тя умира между 1248 г. и 18 май 1250 г.